# شلومو هافلين
شلومو هافلين (بالعبرية: שלמה הבלין) (من مواليد 21 يوليو 1942) هو أستاذ في قسم الفيزياء في جامعة بار إيلان في مدينة رمات غان في إسرائيل.
شغل منصب رئيس الجمعية الفيزيائية الإسرائيلية (1996-1999)، وعميد كلية العلوم الدقيقة (1999-2001)، ورئيس قسم الفيزياء بها (1984-1988).
وفي عام 2018 حصل على جائزة إسرائيل لإنجازاته في الفيزياء.

## حياته
ولد شلومو هافلين في القدس. وسمي على اسم جده الحاخام شلومو زلمان هافلين، مؤسس مدرسة تورات إيميت الدينية في الخليل. وهو ابن عمومة من الدرجة الثانية للبروفيسور شلومو زلمان هافلين، مؤسس قسم دراسات المعلومات وأمانة المكتبات في جامعة بار إيلان.

## عمله الأكاديمي
تخرج من جامعتي بار إيلان وتل أبيب بامتياز. وحصل على منصب أكاديمي في جامعة بار إيلان عام 1972 حيث أصبح أستاذًا في الفيزياء عام 1984. وخلال الفترة 1978-1979 كان زميلًا زائرًا للجمعية الملكية في جامعة إدنبرة، حيث عمل مع الأستاذين ويليام كوكران وروجر كاولي. وفي عام 1984 أصبح رئيسًا لقسم الفيزياء في جامعة بار إيلان حتى عام 1988.
وخلال الفترة 1983-1984 و1989-1991، كان هافلين عالمًا زائرًا في المعاهد الوطنية للصحة حيث عمل مع الدكاترة جورج وايس ورالف نوسال وأعضاء آخرون في المعاهد الوطنية للصحة.
وخلال الفترة 1984-1985 و1991-1992 كان أستاذًا زائرًا في جامعة بوسطن، حيث عمل مع البروفيسور إتش. يوجين ستانلي والعديد من الآخرين. بين عامي 2016 و2019، كان هافلين أستاذًا زائرًا في معهد طوكيو للتكنولوجيا، حيث عمل مع البروفيسورين ميساكو وهيديكي تاكاياسو.

## مراكز علمية في الجامعة
أنشأ هافلين أربعة مراكز في بار إيلان هي:
- مركز غوندا غولدشمايدت لأبحاث التشخيص الطبي (1994)
- مركز مينيرفا للمنظار المجهري والفركتلات والشبكات العصبية (1998)
- العلوم بعد عام 2000 – وحدة تعليم العلوم (1996)
- مؤسسة العلوم الإسرائيلية الوطنية مركز الشبكات المعقدة (2003).

كان رئيسًا للجمعية الفيزيائية الإسرائيلية (1996-1999) وعميد كلية العلوم الدقيقة في جامعة بار إيلان (1999-2001). وكان لدى هافلين أكثر من 200 طالب دراسات عليا وباحث ما بعد الدكتوراه، وتعاون مع أكثر من 400 عالم حول العالم. ونشر أكثر من 700 مقال و11 كتابا. وكان في عام 2018 أحد أكثر العلماء الإسرائيليين استشهادًا بهم. وهو حاليًا عضو في هيئة تحرير العديد من المجلات العلمية.

## الجوائز
- حصل هافلين على العديد من الجوائز لأبحاثه، منها: جائزة لانداو للبحث المتميز في الفيزياء (1988)
- وجائزة هومبولت – ألمانيا (1992)،
- وجائزة أفضل ورقة علمية لعام 2000، جامعة بار إيلان (2000)
- حصل أيضًا على وسام نيكلسون من الجمعية الفيزيائية الأمريكية (2006) [2]
- جائزة حاييم وايزمان للعلوم الدقيقة (2009)
- جائزة يوليوس إدغار ليلينفيلد للمساهمة المتميزة في الفيزياء (2010) [3]
- جائزة روتشيلد للعلوم الفيزيائية والكيميائية (2014)[4]
- أستاذ فخري، جامعة بيهانغ، بكين، الصين (2016)
- جائزة العالم المتميز، الأكاديمية الصينية للعلوم (2017)
- وسام نجمة إيطاليا، رئيس إيطاليا ( 2017)
- جائزة إسرائيل في الفيزياء والكيمياء (2018) [5]